# Martin Schwartz
Martin Schwartz (død 16. juni 1487) var en tysk lejesoldat, der faldt i Slaget ved Stoke Field, mens han kæmpede for Lambert Simnel, en tronprætendent for Huset York til den engelske trone.
Schwartz blev født i Augsburg, søn af en skomager. Dygtig, men arrogant, blev han en stor militær leder, som organiserede lejesoldater til at kæmpe i flere felttog.
Han blev først beskrevet i at have kæmpet for Karl den Dristige af Burgund under belejringen af Neuss i 1475. I 1486 blev han engageret af Maximilian, den senere tysk-romerske kejser, til at hjælpe med at befri De burgundiske Nederlande fra franskmændene og for at slå det flamske oprør ned. Schwartz ledte 200 schweiziske lejesoldater under felttoget.
Da John de la Pole, 1. jarl af Lincoln flygtede fra det engelske hof, efter at have besluttet at fremme tronprætendenten Simnels sag, engagerede hans tante, Margrete, hertuginde af Burgund, Martin Schwartz til at bringe 2.000 tropper til en invasion. Både Lincoln og Schwartz døde i Slaget ved Stoke Field, da denne invasionsstyrke blev besejret af Henrik Tudors hær.